# Troppo azzurro
Troppo azzurro è un film del 2023, scritto, diretto ed interpretato da Filippo Barbagallo.
Opera prima di Barbagallo, il film è stato presentato alla Festa del Cinema di Roma 2023 nella sezione Freestyle.

## Trama
Dario, 25 anni, è aggrappato al suo equilibrio da adolescente: vive ancora a casa con i suoi e ha lo stesso gruppo di amici dal liceo. Quando nel torrido agosto romano inizia a frequentarsi prima con Caterina, una ragazza conosciuta per caso, e poi con Lara, la ragazza “irraggiungibile” che ha sempre amato, dovrà scegliere se restare nella sua comfort zone o lasciarsi finalmente andare. 

## Produzione
Il film, prodotto da Elsinore Film, Wildside e Vision Distribution, vede Filippo Barbagallo in veste di sceneggiatore e regista, nonché interprete del protagonista. In un'intervista rilasciata a The Hollywood Reporter Roma, Barbagallo ha raccontato il processo di scrittura e la scelta del personaggio protagonista del film:

## Musiche
Le musiche del film sono stati curiati da Davide Panizza, in arte Pop X, il quale ha raccontato il processo di stesura e registrazione degli arrangiamenti e musiche in un'intervista rilasciata a Rolling Stone Italia:

## Distribuzione
Il film è stato presentato in anteprima assoluta il 23 ottobre 2023 alla Festa del Cinema di Roma, prima di essere distribuito nelle sale cinematografiche italiane a partire dal 9 maggio 2024.

## Accoglienza

### Critica
Il film è stato accolto con recensioni generalmente favorevoli da parte della critica cinematografica, che ha ritenuto il film tra i migliori debutti cinematografici italiani.
Lorenzo Ciofani del Cinematografo assegna al film 4 stelle su 5, descrive il film come «una commedia più di transizione che di formazione», in cui Barbagallo «dialoga consapevolmente con la tradizione malincomica degli autori-attori», definendolo «uno degli esordi più belli degli ultimi anni». Il recensore scrive che la sceneggiatura «abbraccia il rocambolesco, sottolinea l’impaccio, rivendica l’inconsapevole ironia» divenendo voce «della generazione delle occasioni mancate, delle timidezze patologiche, della nostalgia del futuro».
Federico Gironi di Comingsoon.it apprezza il debutto cinematografico del regista, ritenendo che il film sia stato diretto e scritto «con un garbo e un’atmosfera non comuni, [...] lieve, ironico, ma mai superficiale», apprezzando la scelta del cast, delle scenografie e delle musiche. Il giornalista riporta che attraverso il protagonista si narrano «le azioni e le ritrosie, gli innamoramenti e le incertezze, le spinte e i ripiegamenti» in cui vi può essere «una passibile di identificazione», scorgendo riferimenti cinematografici assimilabili a Nanni Moretti e Massimo Troisi.
Anche Martina Barona del The Hollywood Reporter Roma associa il film alla comicità di Moretti, trovando il film «un megafono personale della nascente filmografia» di Barbagallo, ritenendo che la «conoscenza del cinema e della scrittura dello sceneggiatore soppesa l’ingenuità di certe svolte del film» e apprezzando la recitazione «impostata sulla stramberia del personaggio principale, e diventa straniante tanto quanto l’opera stessa».Dello stesso avviso la recensione positiva di Damiano Panattoni su Movieplayer.it, con un voto di 4 stelle su 5, definendo «sincero, buffo, divertito, genuino lo strepitoso esordio di Filippo Barbagallo».